# Tranvia Brescia-Cellatica-Gussago
La tranvia Brescia-Cellatica-Gussago era una breve linea tranviaria interurbana della rete provinciale bresciana che collegava la città di Brescia al comune di Gussago, passando per il centro abitato di Cellatica.

## Storia

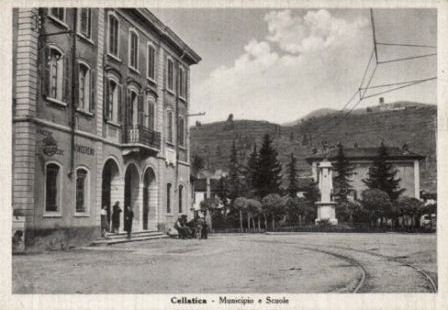
Binario tranviario a Cellatica nel 1941

Agli inizi del 1904, i consigli comunali di Gussago, Cellatica e Brescia manifestarono l'interesse per una linea tranviaria che collegasse Brescia ai due comuni limitrofi; costituendo allo scopo un comitato promotore.
Fu raggiunto un accordo in tal senso con la Società Elettrica Porta & C., interessata ad allargare il proprio giro d'affari nel ramo delle tranvie elettriche, la quale si offrì per la costruzione e per l'esercizio della linea in cambio di contributi da parte dei tre comuni e della provincia di Brescia.
Stando agli impegni, la linea avrebbe avuto una lunghezza di 8,718 km e sarebbe andata da Porta Trento a Gussago, passando per Sant'Eustacchio, Torricella, Cellatica. Era prevista una diramazione verso Porta Milano, dove si sarebbe attestato un secondo capolinea. Le rotaie Vignoles sarebbero state di 21 kg/m a scartamento normale, mentre la carreggiata dell'intera strada sarebbe stata di 6,80 metri nei tratti urbani e 6 nei tratti extraurbani. L'alimentazione sarebbe stata a corrente elettrica continua tra 500 e 700 volt.
Nel 1905 la Porta & C. si tramutò in Società Elettrica Bresciana. In quell'anno si procedette all'allargamento della carreggiata. L'anno successivo cominciarono i lavori di armamento. La linea fu inaugurata il 20 gennaio 1907. La celerità dei lavori fu dovuta principalmente alla campagna propagandistica della Società Elettrica contro la municipalizzazione della rete tranviaria di Brescia. Quindici giorni dopo l'inaugurazione della Brescia-Gussago, infatti, si sarebbe tenuto il referendum relativo a quell'argomento.
A seguito del passaggio della rete provinciale tranviaria dalla Tramways à Vapeur alla SEB, la linea fu prolungata da Porta Milano alla stazione della società belga che sorgeva nei pressi della stazione ferroviaria.
A cavallo della prima guerra mondiale ci furono diverse proposte da parte di comuni franciacortini per un prolungamento da Gussago fino ad Adro e Palazzolo o Sarnico, ma rimasero lettera morta. Dopo il conflitto bellico e come avvenne per le altre linee provinciali, la SEB cedette la gestione della tranvia alla sua controllata Tramvie Elettriche Bresciane.
Le corse tranviarie furono sospese nell'estate del 1953 e il binario fu rimosso nello stesso periodo.

## Caratteristiche
| Unknown route-map component "uexKBHFa" |

| Unknown route-map component "uexHST" |

| Unknown route-map component "uexHST" |

| Unknown route-map component "uexBHF" |

| Unknown route-map component "uexBHF" |

| Unknown route-map component "uexBHF" |

| Unknown route-map component "uexHST" |

| Unknown route-map component "uexhKRZWae" |

| Unknown route-map component "uexHST" |

| Unknown route-map component "uexBHF" |

| 3 |
| 1 |

|  | Unknown route-map component "uexABZgl" | Unknown route-map component "uexBHFq" | Unknown route-map component "uexSTR+r" |  |

|  | Unknown route-map component "uexABZg+l" | Unknown route-map component "uexBHFq" | Unknown route-map component "uexKRZ" | Unknown route-map component "uexCONTfq" |

|  | Unknown route-map component "uexBHF" |  | Unused urban continuation forward |  |

| Unknown route-map component "uexCONTgq" | Unknown route-map component "uexKRZ" | Unknown route-map component "uexCONTfq" |  |  |

| Unknown route-map component "uexBHF" |

|  | Unknown route-map component "uexABZg+l" | Unknown route-map component "uexCONTfq" |  |  |

| Unknown route-map component "uexLSTR+l" | Unknown route-map component "uexABZg+r" | Unknown route-map component "STR+l" | Unknown route-map component "CONTfq" |  |

| Unknown route-map component "uexLSTR" | Unknown route-map component "uexBHF" | Station on track |  |  |

| Unknown route-map component "uexABZgl" | Unknown route-map component "uexKRZo" | Unknown route-map component "emKRZo" | Unknown route-map component "uexCONTfq" |  |

| Unknown route-map component "uexSTRl" | Unknown route-map component "uexKRZ+xr" | Unknown route-map component "emKRZ" | Unknown route-map component "uexCONTfq" |  |

|  | Unknown route-map component "uexmABZg+l" | Unknown route-map component "eABZgr" |  |  |

|  | Unknown route-map component "uexKDSTe" | Unknown route-map component "ABZgl" | Unknown route-map component "CONTfq" |  |

|  | Continuation forward |

La linea era una tranvia a binario semplice, con scartamento ordinario di 1445 mm.
La trazione dei veicoli era elettrica a corrente continua: a 600 Volt al momento dell'apertura; dal 1928, a 1200 V, adeguandola resto della rete provinciale.

### Percorso
Tra il 1907 e il 1928, il capolinea era separato dalla stazione di Porta Trento della tranvia della Val Trompia, mentre fino al 1909 era raccordato alla tranvia urbana Porta Trento-Porta Cremona dei Servizi municipalizzati. Nel 1928, dopo alcuni lavori di adeguamento infrastrutturale, il capolinea fu unificato a quello delle restanti linee della TEB.
Dalla stazione, la tranvia si immetteva lungo in via Stazione in direzione di Porta San Nazzaro lasciandosi a destra i binari della tranvia per Salò e Gargnano. Nei pressi degli edifici daziari la linea abbandonava alla sua sinistra le tranvie per Ostiano e Soncino. Il binario si immetteva sul lato destro della circonvallazione esterna alle mura, per abbandonare la tranvia triumplina nei pressi di Canton dell'Albera, l'angolo nordovest delle mura cittadine.
La linea percorreva quindi in via Sant'Eustacchio e quindi si immetteva nell'attuale via Franchi in direzione di Ponte Grotte (o Crotte), nei pressi del quale scavalcava il fiume Mella. Percorrendo la strada della Torricella, scollinava all'altezza dei Campiani e scendeva in direzione di Cellatica.
La tranvia attraversava il centro abitato di Cellatica passando per il tragitto via Bertulli, via Attico, piazza Martiri della Libertà e via Risorgimento, quindi percorreva la strada per Gussago, corrispondente alle attuali via Caporalino e via Alcide De Gasperi. Il percorso gussaghese si snodava lungo le attuali via IV Novembre e via Peracchia, mentre la stazione terminale era posizionata nel piazzale di fronte alla Chiesa parrocchiale.